# Neotheronia vallata
Neotheronia vallata là một loài tò vò trong họ Ichneumonidae.